# 茲韋里諾湖
56°25′51″N 29°10′08″E / 56.43083°N 29.16889°E
茲韋里諾湖（俄语：Зверино），是俄羅斯的湖泊，位於該國西北部，由普斯科夫州負責管轄，處於普斯托什卡區，面積1.15平方公里，集水區面積1.8平方公里，平均水深2.5米，最大水深6米。